# Nevada Tan (Band)

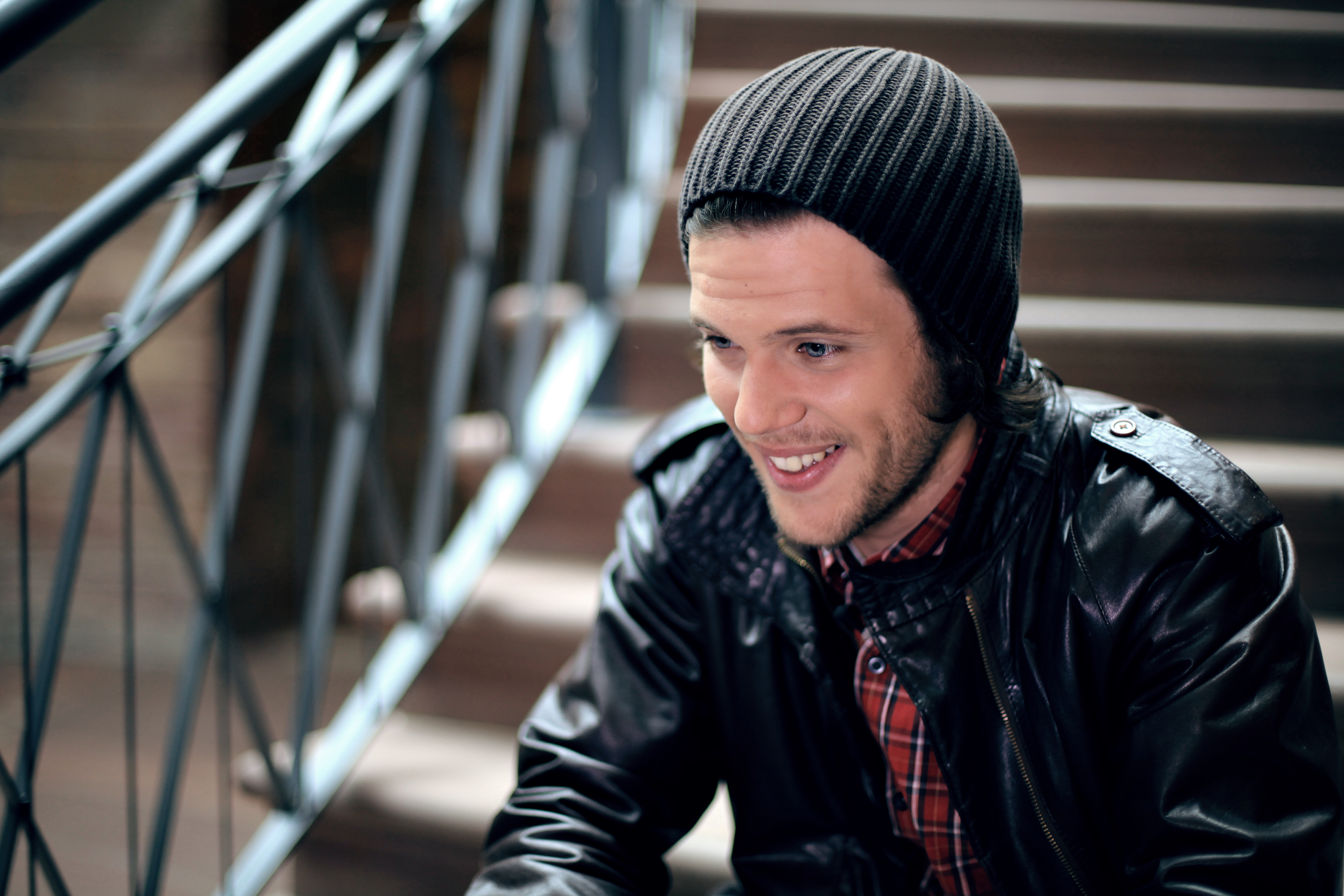
Frank Ziegler als Jurymitglied bei Dein Song

Nevada Tan (abgeleitet von der als Nevada-tan bezeichneten japanischen Mörderin) ist eine Rockband aus Neumünster. In den Jahren 2008 und 2009 trat die Band unter dem ursprünglichen Bandnamen Panik auf, nachdem sich die Band im Streit von ihrem Produzententeam trennte. Im Jahr 2016 traten Bandmitglieder von Nevada Tan als Zorkkk auf.

## Geschichte
Ihren ersten großen Liveauftritt hatte die Band 2007 bei The Dome 41 am 2. März 2007 in der Mannheimer SAP Arena.
Mit ihrer am 30. März 2007 veröffentlichten Debütsingle Revolution gelang den damals im Schnitt nicht einmal 20 Jahre alten Bandmitgliedern ein bundesweiter Charthit. Dies kann nicht zuletzt auf die große Präsenz in Jugendmedien wie der Bravo und VIVA zurückgeführt werden. So bildete die Bravo die Band zu Beginn beispielsweise lediglich mit vermummten Gesichtern ab und veröffentlichte von der Berliner Künstlerin Marie Sann gezeichnete Porträts nebst Mitgliederfotos im Manga-Stil. Am 13. April 2007 erschien mit Niemand hört dich das erste offizielle Album der Gruppe. Im Juni 2007 wurde Vorbei zur zweiten Singleauskopplung des Debütalbums.
2008 hatte die Band das Land Schleswig-Holstein beim Bundesvision Song Contest mit dem Lied Was würdest du tun? vertreten, wo sie den sechsten Platz belegte. In Russland bekamen Panik eine Goldene Schallplatte für ihr Album Niemand hört dich verliehen. Ebenfalls 2008 nahm die Band als Musikpate an der Kika-Produktion Dein Song teil. Sie unterstützen bei der Show Joshua, der mit seinem Song Stubenrocker gewann.
Im November 2009 gab die Band über ihre Website bekannt, dass die anstehende Tour zum Ende des Jahres ihre zugleich letzte in dieser Konstellation sein wird. Die kurz zuvor schon über die Bravo verbreitete Nachricht, dass sich Panik auflösen werde, sei nicht von der Band autorisiert gewesen. Lediglich Timo Sonnenschein und David Bonk blieben in der Band. Ende 2009 veröffentlichten diese den Song Es ist Zeit als kostenlosen Download.
Das Album Panik, das 2009 erschien, erreichte nur Platz 38 in den deutschen Charts und verfehlte den Einstieg in Österreich und der Schweiz, weshalb sich die Band aufgrund des mangelnden Erfolges trennte. Die Vorab-Single Lass mich fallen erreichte nur Platz 62 in Deutschland und verfehlte ebenfalls den Einstieg in Österreich und der Schweiz.
Von November 2010 bis März 2011 war Sonnenschein an der Arbeit des Albums Frei von der deutschen Sängerin LaFee als Liedtexter beteiligt. David Bonk war mit Peter Hoffmann der Produzent des Albums, welches Platz 14 in Deutschland erreichte.
Seit 2011 sind Sonnenschein und Bonk unter dem Projektnamen BonkSonnenschein aktiv. Linke wanderte nach seinem Austritt aus der Band nach Los Angeles aus, um eine Solokarriere zu starten. Nach einiger Zeit begann er dort jedoch, für Riot Games, die Entwickler des Computerspiels League of Legends, zu arbeiten. Dort ist er für die Musik des Spiels und diverser Marketingvideos verantwortlich.
2016 haben sich David Bonk, Timo Sonnenschein und Frank Ziegler unter dem Namen Zorkkk wieder zusammengetan und veröffentlichten den Song Ausnahmezustand. Im Februar 2017 gaben sie ein 10 YRS Panik Live-Konzert in Hamburg mit fünf der ehemaligen Panik-Mitgliedern. Christian Linke war aufgrund seines Auslandsaufenthalts nicht dabei. Im Juni 2017 spielten sie ein weiteres Konzert in Moskau.
Am 25. August 2021 veröffentlichte Nevada Tan das Livealbum Live Reunion, das erste Album nach 15 Jahren. Am Ende des Jahres, dem 24. Dezember 2021, erschien die Single Es ist Zeit.

## Stil
Die Musik der Gruppe vereint viele Rapelemente mit einem alternativen Rocksound, der insgesamt nicht selten an Linkin Park erinnert. Der Crossover wird bei Panik jedoch mit deutschen Texten ergänzt.

## Wissenswertes
Timo Sonnenscheins Stiefvater ist ein Bassist der Band Illegal 2001.
David Bonk hat mehrfach bei Jugend musiziert Preise für sein Klavierspiel gewonnen. Seit 2009 tritt Bonk auch als Musikproduzent in Erscheinung. So produzierte er 2011 das Album Frei der Künstlerin LaFee, und mit Julia Bergen unter dem Pseudonym LUDI BOBERG mehrere Alben der Künstlerin Lina Larissa Strahl, komponierte für Helene Fischer, Michelle, die Lochis, Sarah Zucker, Kayef, Silvie Carlsson, oder zum Beispiel für den Kino-Film SMS für Dich und arbeitete an Alben der Künstler Prinz Pi, Glasperlenspiel, Annett Louisan, u. v. m.
Christian Linkes Schwester ist die Autorin C. R. Scott (ehemaliger Künstlername André Linke).
Frank Ziegler veröffentlichte 2009 zusammen mit Martin Kilger den Song Weinen. Anschließend begab er sich mit Kilger auf Club-Tour. Zudem spielt Frank Ziegler in dem Film Groupies bleiben nicht zum Frühstück von Regisseur Marc Rothemund mit, der 2010 in die Kinos kam.

## Diskografie
Studioalben

| Jahr | Titel Musiklabel                           | Höchstplatzierung, Gesamtwochen, AuszeichnungChartplatzierungen (Jahr, Titel, Musiklabel, Platzierungen, Wochen, Auszeichnungen, Anmerkungen) | Höchstplatzierung, Gesamtwochen, AuszeichnungChartplatzierungen (Jahr, Titel, Musiklabel, Platzierungen, Wochen, Auszeichnungen, Anmerkungen) | Höchstplatzierung, Gesamtwochen, AuszeichnungChartplatzierungen (Jahr, Titel, Musiklabel, Platzierungen, Wochen, Auszeichnungen, Anmerkungen) | Anmerkungen                                             |
| Jahr | Titel Musiklabel                           | DE | AT | CH | Anmerkungen                                             |
| ---- | ------------------------------------------ | --- | --- | --- | ------------------------------------------------------- |
| 2007 | Niemand hört dich NT Vertigo Records (UMG) | DE8 (22 Wo.)DE | AT21 (5 Wo.)AT | CH63 (5 Wo.)CH | Erstveröffentlichung: 20. April 2007 Verkäufe: + 10.000 |
| 2009 | Panik P Vertigo Records (UMG)              | DE38 (1 Wo.)DE | — | — | Erstveröffentlichung: 25. September 2009                |

Legende
- NT – Veröffentlichungen als Nevada Tan
- P – Veröffentlichungen als Panik